# Stephan van Hoving
Stephan van Hoving (Buitenpost, 24 juni 1983) is een voormalig Nederlands voetballer. Hij speelde in de Eredivisie voor sc Heerenveen, en in de Eerste divisie voor SC Cambuur.
Van Hovingh behaalde het Nederlands Kampioenschap met het beloftenteam van Heerenveen. Hij debuteerde in de hoofdmacht op 18 oktober 2003, in de wedstrijd tegen PSV. In deze wedstrijd was hij de directe tegenstander van Arjen Robben. Na afloop van de wedstrijd was trainer Foppe de Haan lovend over hem.
Toch werd hij in januari 2004 verhuurd aan SC Cambuur. Later werd hij door deze club overgenomen. In het eerste halfjaar kwam hij vaak aan spelen toe. Daarna werd hij echter geplaagd door een knieblessure.
Vanwege deze blessure ging hij in 2005 over naar de hoofdklasser Harkemase Boys. In 2006 maakte de blessure een eind aan zijn actieve carrière. Sinds 1 augustus 2009 traint hij de A-junioren van VV St. Anna uit Sint Annaparochie. Na een jaar stapte hij echter alweer op, dit uit familiaire overwegingen.